# Encarsia ramsesi
Encarsia ramsesi är en stekelart som beskrevs av Andrew Polaszek 1999. Encarsia ramsesi ingår i släktet Encarsia och familjen växtlussteklar.
Artens utbredningsområde är Egypten. Inga underarter finns listade i Catalogue of Life.